# 共同分享 (馬)
共同分享（英語：Extra Brut，2015年9月10日－2019年12月10日），是一匹曾在澳洲和香港出賽的賽駒，來港前練馬師早期是韋爾和，後期是馬漢雅及游達榮，來港後練馬師是羅富全。競賽生涯中一勝國際一級賽。

## 簡介
2018年8月6日，殷德爾策騎「共同分享」於一場澳洲智朗馬場舉行的3歲及以上處女馬賽跑獲第二名。
2018年8月29日，艾寧策騎「共同分享」勝出一場澳洲沙丘園馬場舉行的3歲處女馬賽。
2018年9月22日，艾寧策騎「共同分享」勝出一場澳洲考菲爾德馬場舉行的3歲讓磅賽。
2018年10月6日，艾寧策騎「共同分享」勝出一場澳洲費明頓馬場舉行的表列賽UCI Stakes。
2018年10月20日，艾寧策騎「共同分享」於澳洲考菲爾德馬場舉行的國際三級賽考菲爾德經典賽跑獲第六名。
2018年11月3日，艾寧策騎「共同分享」勝出於澳洲費明頓馬場舉行的國際一級賽維多利亞打吡。
2018年11月10日，韋紀力策騎「共同分享」於澳洲費明頓馬場舉行的國際一級賽麥堅倫錦標跑獲第三名。
於麥堅倫錦標跑獲第三名後，因原練馬師韋爾和被揭發藏有非法訓練馬匹的導電裝置而被重罰停賽四年的關係，「共同分享」轉投馬漢雅及游達榮馬房。
2019年2月16日，韋米高策騎「共同分享」於澳洲費明頓馬場舉行的國際三級賽哥連希斯錦標跑獲第十名。
2019年3月2日，韋米高策騎「共同分享」於澳洲費明頓馬場舉行的國際一級賽澳洲堅尼大賽跑獲第十三名。
於澳洲堅尼大賽跑獲第十三名後，「共同分享」被香港馬主蘇啟聲購入，並運港服役，交由羅富全訓練。
「共同分享」原計劃於2019年11月13日的一場跑馬地馬場二班1650米賽事中在港初出，但當日的賽事卻因為社會事件和交通情況的問題而遭到取消。
2019年11月23日，「共同分享」在港初出。楊明綸策騎「共同分享」於沙田馬場舉行的一班賽其士盃跑獲第三名。
2019年12月10日，「共同分享」於一宗行馬機意外中不幸身亡，終年4歲。

## 出賽賽事全紀錄
| 比賽日期       | 賽事名稱          | 賽事班次   | 賽道 | 賽事路程 | 比賽馬場     | 名次 | 冠軍(亞軍)         | 頭馬時間 | 騎師   | 資料出處 |
| -------------- | ----------------- | ---------- | ---- | -------- | ------------ | ---- | ------------------ | -------- | ------ | -------- |
| 2018年8月6日   | 3歲及以上處女馬賽 |            | 草地 | 1300米   | 智朗馬場     | 2    | Raiding Party      | 1.22.00  | 殷德爾 | [ 12 ]   |
| 2018年8月29日  | 3歲處女馬賽       |            | 草地 | 1300米   | 沙丘園馬場   | 1    | (Prince Of Caviar) | 1.19.37  | 艾寧   | [ 13 ]   |
| 2018年9月22日  | 3歲讓磅賽         |            | 草地 | 1600米   | 考菲爾德馬場 | 1    | (飛車戰場)         | 1.37.25  | 艾寧   | [ 14 ]   |
| 2018年10月6日  | UCI Stakes        | 表列賽     | 草地 | 1800米   | 費明頓馬場   | 1    | (Sikorsky)         | 1.48.47  | 艾寧   | [ 15 ]   |
| 2018年10月20日 | 考菲爾德經典賽    | 國際三級賽 | 草地 | 2000米   | 考菲爾德馬場 | 6    | 創意天才           | 2.06.79  | 艾寧   | [ 16 ]   |
| 2018年11月3日  | 維多利亞打吡      | 國際一級賽 | 草地 | 2500米   | 費明頓馬場   | 1    | (卡林繁星)         | 2.34.31  | 艾寧   | [ 17 ]   |
| 2018年11月10日 | 麥堅倫錦標        | 國際一級賽 | 草地 | 2000米   | 費明頓馬場   | 3    | 捕傻瓜             | 2.02.31  | 韋紀力 | [ 18 ]   |
| 2019年2月16日  | 哥連希斯錦標      | 國際三級賽 | 草地 | 1400米   | 費明頓馬場   | 10   | 必然之勢           | 1.21.99  | 韋米高 | [ 19 ]   |
| 2019年3月2日   | 澳洲堅尼大賽      | 國際一級賽 | 草地 | 1600米   | 費明頓馬場   | 13   | 神秘出行           | 1.35.79  | 韋米高 | [ 20 ]   |
| 2019年11月23日 | 其士盃            | 第一班     | 草地 | 1600米   | 沙田馬場     | 3    | 百步穿雲           | 1:33.08  | 楊明綸 | [ 10 ]   |